# Bernd Vilhelm Lieven
Bernd Wilhelm von Lieven (schwedisch Berndt Vilhelm (von) Liewen) (* 6. Februar 1685; † 9. Februar 1771 in Lärkesholm) war ein schwedischer Generalleutnant.

## Leben
Lieven entstammte dem Freiherrlichen Stamm Liivi des Adelsgeschlechts Lieven. Seine Eltern waren der schwedische Oberst Freiherr Bernd Otto von Lieven (* 1645, † nach 1684) und Lucia Christina von Wartensleben (1656–1724), eine Schwester des preußischen Generalfeldmarschalls Graf Alexander Hermann von Wartensleben.
Er begann seine Laufbahn im Jahre 1700 als Freiwilliger beim Gouverneur-Regiment in Riga. 1704 stand er im Rang eines Sergeanten, avancierte im selben Jahr zum Fähnrich, weiter zum Sekondeleutnant (1706), Premierleutnant (1708), Kapitän (1710) und war 1711 zweiter Kapitän im Västmanland-Regiment. 1714 wurde er zum Premierkapitän befördert, stand 1717 im Småland-Infanterieregiment und stieg im Folgejahr zum Major auf. Sein Beförderung zum Oberstleutnant erfolgte 1720. Danach war er beim Garnisons-Regiment in Halland und von 1724 bis 1739 Kommandant in Landskrona. 1739 wechselte er im selben Rang nach Kronoberg, wo er 1746 zum Oberst avancierte. 1756 schließlich erhielt er den Rang eines Generalmajors und 1759 den eines Generalleutnants. Seit 1765 war er Chef des Savolak-Regiments 1765, dimittierte jedoch am 6. Juni desselben Jahres.
Während seiner Dienstzeit nahm er an der Schlacht bei Klissow, den Belagerungen von Reval und Stralsund, der Schlacht bei Gadebusch und der Belagerung von Tönning teil. Aus dänischer Gefangenschaft wurde er nach Brandenburg ausgewiesen.
Er wurde in der Kirche in Örkelljunga begraben.

## Familie
Lieven war 1722 mit Komtess Anna Magdalena Taube (1697–1770), Tochter des schwedischen Reichsrats, Feldmarschalls und Gouverneurs von Stockholm, Graf Gustaf Adam Taube, vermählt. Aus der Ehe wurden nachstehende sieben Kinder geboren:
1. Friedrich Adam (1723–1777), schwedischer Rittmeister ⚭ 1754 Magdalena Berch (1729–1788)[1]
2. Gustav Wilhelm (1726–1806), schwedischer Kapitän ⚭ 1760 Sofia Tott (1737–1785)[2]
3. Anna Dorothea Charlotta (1727–1730)
4. Bernd Malte (1730–1805), schwedischer Premiermajor ⚭ 1782 Ulrika Eleonora Hammarberg (1738–1794)[3]
5. Hans Heinrich (1732–1805), schwedischer Kapitän ⚭ 1762 Freiin Ulrika Makeléer (1746–1802)[4]
6. Carl Johann (1733–1798), schwedischer Oberleutnant
⚭ I 1759 Hedvig Tott (1736–1778)[2]
⚭ II 1786 Sibilla Sofia Kallenberg (1751–1820)
7. Wilhelmina Magdalena (1737–1785) ⚭ 1768 August Wallenstierna, schwedischer Oberleutnant (1712–1777)[5]

Die Freiherrliche Linie, welche durch Lieven fortgesetzt wurde, ist 1917 im Mannesstamm erloschen.